# Steve Parkhouse
Stephen "Steve" J. Parkhouse, född under det andra kvartalet 1948, är en brittisk författare och tecknare.
Han började sin karriär 1969 när han var med och skrev två berättelser för Marvel Comics – en om Ka-Zar i Marvel Super-Heroes nummer 19 (mars 1969) och en om Nick Fury i Nick Fury, Agent of S.H.I.E.L.D. nummer 12 (maj 1969).
Parkhouse arbetade sedan med verk såsom 2000 AD, Warrior och diverse titlar från Marvel UK. Några av dessa var om Big Dave (med Mark Millar och Grant Morrison), The Bojeffries Saga med Alan Moore och Night Raven med David Lloyd. Parkhouse illustrerade även Doctor Who under 1982–1983.
I juli 1987 gifte han sig med Annie Halfacree (numera Annie Parkhouse). 2004 samarbetade Parkhouse med Chris Blythe för verket Angel Fire och även med Joe Casey för Milkman Murders.